# Halligfrisisk
Halligfrisisk er en nordfrisisk dialekt, der endnu tales på halligerne Langenæs og Hoge. I modsætning til dialekterne på Amrum, Før og Sild regnes halligfrisisk sammen med bøkingherredfrisisk til gruppen af nordfrisiske fastlandsdialekter. Forskel mellem ø- og fastlandsdialekter skyldes de forskellige frisiske indvandringsbølger til Sydslesvigs vestkyst. De første frisere kom fra cirka 600 til Amrum, Før, Sild og det vestlige Ejdersted, den næste indvandringsbølge fulgte omtrent 1100. Dengang nedsatte friserne sig først og fremmest ved kysten og på de nuværende halliger.
I 1972 talte endnu 20% af halligbeboerne halligfrisisk . Dialekten er nær beslægtet med strandfrisisk, som blev talt på den forhenværende nordfrisiske ø Strand og som blev endnu talt indtil det 18. århundrede på Nordstrand og Pelvorm. Der var også ligheder med den nordfrisisk, som blev talt i Sønder Gøs Herred ved Husum.

## Eksterne links
- Virtuelt Museum: Frisiske dialekt-eksempler Arkiveret 24. september 2020 hos  Wayback Machine